# أندريه مامان
أندريه مامان هو فقيه لغة وسياسي فرنسي، ولد في 9 يونيو 1927 في وهران في الجزائر، وتوفي في 13 أبريل 2018 في برينستون في الولايات المتحدة. انتخب عضو مجلس الشيوخ الفرنسي ‏.